# F. Arthur Uebel

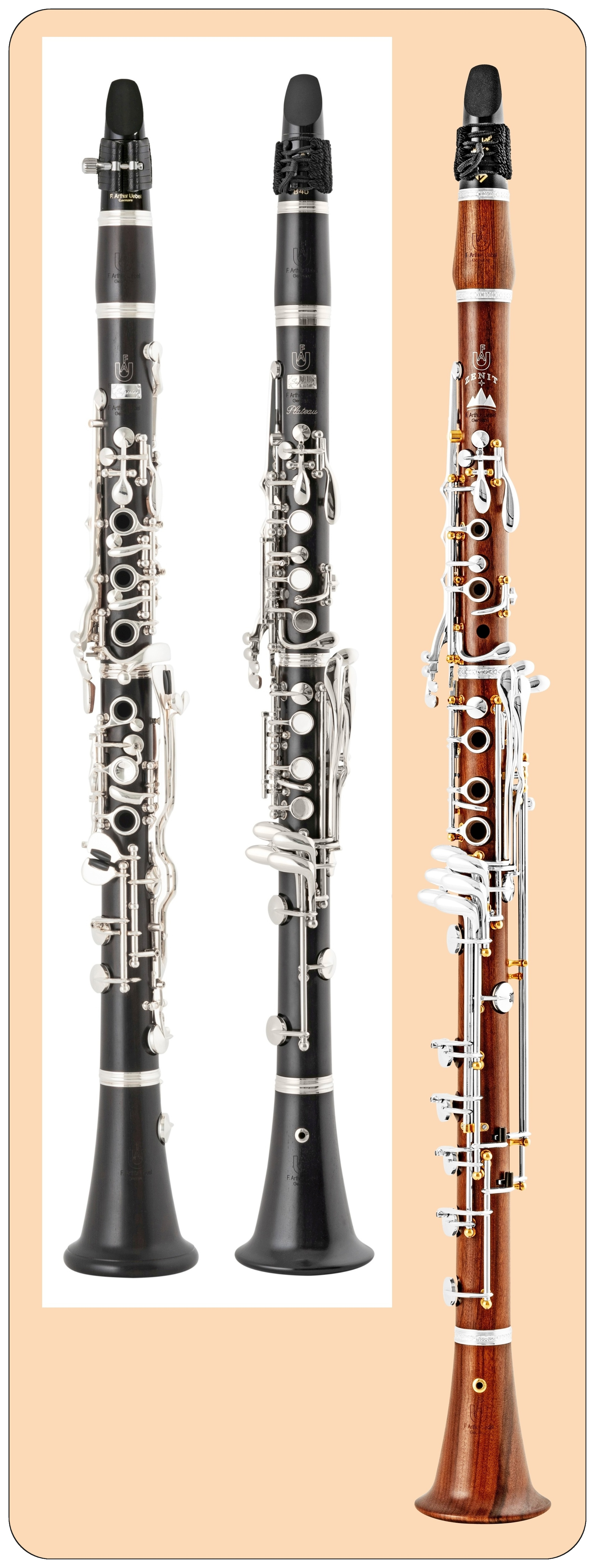
Clarinette modèle Superior (allemande), clarinette à plateau en si bémol (Boehm) et clarinette de basset en la (Boehm)

F. Arthur Uebel GmbH (FAU) est un facteur allemand de clarinettes dont le siège social est à Wiesbaden et les ateliers de production à Markneukirchen (Saxe).

## Historique
L'entreprise, fondée en 2010, se place dans la tradition de la manufacture de clarinettes fondée par Friedrich Arthur Uebel (1888-1963) en 1936 à Markneukirchen, Saxe.
Ce dernier, fils du facteur d'instruments à vent en bois Friedrich Gustav Uebel (1855-1915), avait appris le métier de facteur de clarinettes dans l'atelier paternel et avait effectué en 1911 un stage volontaire chez le clarinettiste et facteur de clarinettes Oskar Oehler (1858-1936) à Berlin, avec lequel il a travaillé en étroite collaboration jusqu'au décès de ce dernier le 1er octobre 1936, ce qui lui a permis de reprendre sa clientèle. Outre des modèles moins chers, il fabriquait des instruments de grande qualité pour les clarinettistes professionnels. Bien que l'accent soit mis sur la fabrication de clarinettes du système Oehler, l'entreprise fabriquait également des clarinettes Boehm et Reform-Boehm. Dès 1936, il avait fait enregistrer la marque FAU,,.
Gerhard Rudolf Uebel (1915-1991) est un neveu de F. Arthur Uebel et reprend la production de flûtes à la mort de son oncle en 1963. L'atelier de clarinettes revient à son frère Max Werner Uebel, qui continue à fabriquer des clarinettes sous la marque de son oncle. La production de flûtes prend apparemment fin avec la mort de G. Rudolf Uebel en 1991.
Vers 1968, la maison Arthur Uebel participe au renouveau de la clarinette en la de basset et fabrique un nouveau exemplaire en système Boehm qui servira en septembre 1968 à l'enregistrement pionnier (Ex Libris EL16545) du concerto pour clarinette de Mozart par Hans-Rudolf Stalder en exploitant les travaux de réécriture d'Ernst Hess (en) ,.
En 1973, l'usine a été nationalisée et a fusionné avec d'autres fabricants d'instruments à vent (VEB Holzblasenbau). En 1977, l'entreprise est rattachée au VEB Sinfónica. En 1984, elle est reprise par le VEB B & S. Après la Révolution pacifique "Die Wende", la société a été privatisée en mai 1990 devenant le Vogtländische Musikinstrumentenfabrik GmbH et la production de clarinettes Uebel a continué comme une partie dépendante de l'entreprise.
En 1991, Gerhard A. Meinl (de) et d'autres investisseurs ont fondé le groupe TA Musik en tant que membre de la holding de taille moyenne TA Triumph-Adler AG pour reprendre la Vogtländische Musikinstrumentenfabrik GmbH (l'ancienne VEB B&S dans l'ex-RDA) du trust. Gerhard Meinl est le directeur de la succursale de ce groupe et était également à la tête des filiales qui, en plus de Wenzel Meinl GmbH, comprend également le fabricant de cuivres Antoine Courtois à Paris / Amboise (un fabricant de cuivres fondé en 1803), le fabricant de hautbois SML Marigaux en France et le fabricant de clarinettes F. Arthur Uebel en Allemagne.
À partir des années 1970, G.Rudolf Uebel a fabriqué de nombreux modèles système Boehm pour l'exportation vers les pays de l'Est.
Avec toutes ses restructurations d'entreprise, les clarinettes F.Arthur Uebel s'écartent progressivement de la qualité d'origine de la période phare reconnue jusqu'à la mort du fondateur.
En 2005, pour des raisons économiques, la production de clarinettes Uebel à Markneukirchen a été arrêtée.
Dans le cadre de la liquidation, le revendeur d'instruments de musique Arnold Stoelzel GmbH à Wiesbaden, dont le gérant est Jürgen Stoelzel, a acquis en 2005 les droits sur la marque F. Arthur Uebel ainsi que les documents de construction et de fabrication et a fait construire en Chine, avec l'aide d'anciens collaborateurs d'Uebel, un site de production moderne dans lequel des clarinettes Uebel ont été préfabriquées à partir de la mi-2006 environ et qui ont ensuite été commercialisées à Wiesbaden une fois terminées. En 2010, Jürgen Stoelzel a fondé la société actuelle à Wiesbaden avec une succursale à Markneukirchen et y a installé un atelier où les clarinettes Uebel sont à nouveau fabriquées. En 2017, l'entreprise a emménagé dans un nouveau site de production avec une extension de bureaux dans la zone industrielle de Markneukirchen.
L'entreprise fabrique des clarinettes systèmes allemand (Oehler) et français (Boehm) ainsi que des accessoires. La gamme de clarinettes Boehm a été considérablement agrandie ces dernières années.

## Produits
Tous les modèles de clarinettes sont fabriqués en grenadille avec un clétage argenté, les modèles plus chers sont également fabriqués en mopane avec un clétage argenté ou doré ou avec des colonnes dorées et, par ailleurs, un mécanisme argenté. Les clés sont fabriquées en partie en fonte sous vide et en partie en maillechort et sont entièrement posées par un facteur d'instruments. Les instruments sont fabriqués en Allemagne et en Chine, le montage final ou le réglage étant toujours effectué en Allemagne,.

### Clarinettes système allemand
1. Modèles solistes en système Oehler intégral
Clarinette en si bémol modèle Superior avec 25 clés, 5 anneaux, plateau de manche sur le corps du bas et amélioration du mi/fa grave.
Clarinette en si bémol et en la, modèle 638 avec 25 clés, 5 anneaux, un plateau de poignée sur le corps du bas et amélioration du mi/fa grave
2. Modèles standard allemands
Clarinette en si bémol, modèle 634 avec 24 clés, 5 anneaux, un plateau de poignée sur le corps du bas et amélioration du mi grave.
Clarinette en si bémol et en la, modèle 632 avec 23 clés, 5 anneaux et un plateau de poignée sur corps du bas sans amélioration du mi grave
Clarinette en si bémol et en la, modèle 622 à 23 clés avec 6 anneaux, sans un plateau sur le corps et sans amélioration du mi grave.
Clarinette en si bémol, modèle Vienna avec 21 clés et 6 anneaux, modèle autrichien, avec barillet et coupe en bois massif et perce autrichienne, avec clef de trille la/sib et clefs la/sol# couplés
Clarinette en mi bémol, modèle 721 avec 23 clés et 6 anneaux, sans couvercle sur la partie inférieure et sans amélioration du mi grave.
3. Modèles d'entrée de gamme
Clarinette en si bémol, modèle 621 avec 21 clés et 6 anneaux
Clarinette en si bémol, modèle 621 AU avec 21 clés et 6 anneaux, modèle autrichien
Clarinette en si bémol, modèle 621 kH avec 21 clés et 6 anneaux, modèle pour petites mains
Clarinette en do, modèle 611 avec 15 clés et 4 anneaux
Clarinette en sol, modèle 421 avec 17 clés et 4 anneaux
4. Clarinettes basse
Clarinette basse en si bémol, modèle 740, instrument professionnel descendant jusqu'au do grave et avec double clé de douzième à commutation automatique.
Avec les désignations des modèles par numéro de centaines, 4xx, 6xx,7xx, l'entreprise suit le schéma établi par Friedrich Arthur Uebel.

### Clarinettes de système Boehm
1. Instruments professionnels avec 18 clés, un levier de mi bémol grave et 6 anneaux dans les tonalités sib et la
Zenit, également en clarinette de basset en la
Excellence
Superior, également en clarinette en do et en mi bémol ainsi qu'en cor de basset
Superior II
Romanza
Preference
Rêve
2. Instruments standard en si bémol
Avantage, au choix avec ou sans levier de mi bémol, également disponible en clarinette en la, modèle export !
Classic, au choix avec ou sans levier de mi bémol
Étude, au choix avec ou sans levier de mi bémol
3. Modèle spécial Superior Plateau
Clarinette en si bémol avec 6 plateaux, 17 clés et une clé supplémentaire de mi bémol grave.
4. Clarinettes basse
Clarinette basse en si bémol, modèle Emperior, descendant jusqu'au do grave.

## Distribution
La distribution a été reprise par la société Arnold Stoelzel GmbH à Wiesbaden. En Europe et en Amérique du Sud, la société utilise le commerce établi de la musique, tandis qu'aux Etats-Unis, en Chine, au Japon, en Corée du Sud, en Thaïlande, en Russie, en Australie et à Singapour, elle a fait appel aux services de distributeurs généraux locaux.

## Artistes
Parmi les musiciens connus d'instruments F. A. Uebel, citons : Giora Feidman, Alexander von Hagke, Ricardo Morales, Danny Goldman, Evgeny Petrov, Nicholas Carpenter, Björn Nyman, Danila Yankovsky, David Rowden, Gerald Kraxberger, Thomas Watmough, Thorsten Skringer, Giovanni Bertoni, Mitchel Berick et Michael Kirby.